# تماشا (تهران)
تماشا (تهران)، روستایی از توابع بخش مرکزی شهرستان تهران در استان تهران ایران است.

## جمعیت
این روستا در دهستان سیاهرود قرار دارد و براساس سرشماری مرکز آمار ایران در سال ۱۳۸۵، جمعیت آن ۷۵ نفر (۱۹خانوار) بوده‌است.